# Westringkaskade
Die Westringkaskade ist ein 45 km langes Rohrleitungssystem, welches Wasser von den Talsperren Tambach-Dietharz und Schmalwasser im Thüringer Wald, in den Norden der Stadt Erfurt transportiert. Dazwischen liegt ein Gefälle von 290 m.

## Entstehungsgeschichte
Das Projekt „Westringkaskade“ wurde durch die Thüringer Fernwasserversorgung seit 2011 geplant und in den letzten Jahren realisiert. Das Doppelleitungssystem war ursprünglich zum Transport von Trinkwasser von der Talsperre Tambach-Dietharz und seit 1998 auch der Talsperre Schmalwasser vorgesehen. Es existiert bereits seit den frühen 1980er Jahren. Aufgrund deutlich gesunkener Nachfrage nach Trinkwasser, werden die beiden Talsperren seit 2005 nicht mehr zur Trinkwasserversorgung durch die Thüringer Fernwasserversorgung genutzt, so dass eine Leitung das Doppelleitungssystems obsolet wurde.

## Umnutzung
Im Jahr 2016 wurden die Rechte am Wasser, welches durch die Talsperren Tambach-Dietharz und Schmalwasser gestaut wird, zugunsten der Thüringer Fernwasserversorgung festgestellt. Dadurch wurde es möglich, statt Trinkwasser Brauchwasser über das System Westringkaskade abzuleiten und so über den Verkauf von Brauchwasser und elektrischer Energie Erlöse zu erzielen.
Ab 2018 wurde die ungenutzte Rohrleitung ertüchtigt. Am Moskauer Platz (Erfurt) wurde ein Gelände zur Bundesgartenschau 2021 grundlegend umgestaltet. So entstand beispielsweise ein Teich, der teilweise durch das Wasser aus der Westringkaskade gespeist wird. Die Investitionskosten betrugen 6,1 Mio.€.
Weiterhin soll zukünftig das Brauchwasser aus der Westringkaskade im Obstanbaugebiet Fahner Höhe zur Bewässerung genutzt werden.

## Energieerzeugung
Als Teil der Westringkaskade wurden zwei Wasserkraftwerke zur Erzeugung elektrischer Energie errichtet. Es werden jährlich 11 GWh Strom erzeugt.
| Name                     | Baujahr | Netto-Leistung (MWel) | Typ           | Turbine            | Orte          | Bundesland | Gewässer        | Koordinaten                  |
| ------------------------ | ------- | --------------------- | ------------- | ------------------ | ------------- | ---------- | --------------- | ---------------------------- |
| Wasserkraftanlage Gotha  | 2019    |                       | Laufkraftwerk | 1× Francis-Turbine | Drei Gleichen | Thüringen  | Westringkaskade | 50° 55′ 25″ N, 10° 45′ 46″ O |
| Wasserkraftanlage Erfurt | 2020    |                       | Laufkraftwerk | 1× Pelton-Turbine  | Erfurt-Nord   | Thüringen  | Westringkaskade | 51° 0′ 33″ N, 11° 0′ 21″ O   |

## Kritik
Die Bürgerinitiative „Lebensraum Apfelstädt“ befürchtet, dass das in die Westringkaskade abgegebene Wasser dem Fluss Apfelstädt fehlt und dadurch dessen Ökosystem langfristig geschädigt wird. Grund dafür ist, dass die Apfelstädt aus denselben Talsperren wie die Westringkaskade gespeist wird. Ziel der Bürgerinitiative ist es, eine Änderung des Wassermanagements zu Gunsten der Apfelstädt zu erreichen.

## Weiterführende Links
- Website der Thüringer Fernwasserversorgung
- Website der BUGA 2021 in Erfurt
- Website der Bürgerinitiative "Lebensraum Apfelstädt"